# Sphodromantis aethiopica
Sphodromantis aethiopica é uma espécie de louva-a-deus da família dos Mantidae, sendo encontrados na .